# Josep Lluís Aguiló
Josep Lluís Aguiló Veny (Manacor, Baleares, 18 de marzo de 1967) es un empresario y poeta español en lengua catalana.
Iniciado desde joven en la poesía con la publicación de Cants d'arjau, no volvió a publicar más obra hasta el año 2004 cuando con Monstres, ganó el Premio Ciudad de Palma de poesía en catalán y en 2006 el Premio de la Crítica de poesía catalana que concede la Asociación Española de Críticos Literarios. Algunas de sus obras se han traducido al español, francés, gallego y corso. Es miembro de la Asociación de Escritores en Lengua Catalana (AELC).

## Obras

### Poesía
- Cants d'arjau, 1986
- La biblioteca secreta, 2004
- L'estació de les ombres, 2004
- Monstres, 2005
- Antologia personal, 2007
- Llunari, 2008
- Grans èxits (con Manel Marí, Pere Joan Martorell Castelló y Sebastià Alzamora Martín), 2010

### En antologías
- Entre dos mil·lennis. 16 poetes de les darreres dècades
- Tretze per tres
- Els perfils d'Odisseu (Antologia de la poesia jove a les Illes Balears)

## Premios y reconocimientos
- Premio Ciudad de Palma de poesía en catalán, 2004 por Monstres
- Premio de la Crítica de poesía catalana, 2006 por Monstres
- Juegos Florales de Barcelona, 2008 por Llunari